# Titularbistum Vincennes
Vincennes ist ein römisch-katholisches Titularbistum.
Am 6. Mai 1834 wurde aus Gebieten des Bistums Bardstown (USA) das Bistum Vincennes begründet, welches 1843 Gebiete zur Gründung des Bistums Chicago und 1857 Gebiete zur Gründung des Bistums Fort Wayne abgab. Es gehörte der Kirchenprovinz Cincinnati an und wurde am 28. März 1898 durch das Bistum Indianapolis ersetzt.
| Titularbischöfe von Vincennes |                         |                                  |                  |     |
| Nr.                           | Name                    | Amt                              | von              | bis |
| 1                             | Gerald Eugene Wilkerson | Weihbischof in Los Angeles (USA) | 5. November 1997 |     |